# Culture dans l'Aisne

## Patrimoine

### Les édifices civils et militaires importants
- Château de Coucy
- Château de Château-Thierry
- Hôtel-Dieu de Château-Thierry
- Château de Condé à Condé-en-Brie
- Château de Fère-en-Tardenois
- Château de Montgobert
- Château de Vic-sur-Aisne
- Château de Blérancourt
- Familistère de Guise
- Fort de Condé à Chivres-Val
- Fort de la Malmaison, à l'entrée du Chemin des Dames
- Château-fort de Guise
- Château de La Ferté-Milon
- Château de Septmonts
- Remparts de Laon, porte d'Ardon et porte de Soissons, à Laon
- Hôtel-Dieu de Laon
- Citadelle et souterrains de Laon
- Hôtel de ville de Saint-Quentin
- Palais de Fervaques, actuel palais de justice de Saint-Quentin
- Monument des Basques
- Monument aux Fusillés de Vingré
- Carrières de Gonfrécourt
- Monument national de la seconde bataille de la Marne à Oulchy-le-Château
- Souterrain de Riqueval à Bellicourt

### Les édifices religieux importants
- La Basilique Saint-Quentin.
- La Basilique Notre-Dame-de-Liesse
- La Cathédrale Notre-Dame de Laon.
- La Cathédrale Saint-Gervais-et-Saint-Protais de Soissons.
- L'église Saint-Nicolas de La Ferté-Milon
- L'église Notre-Dame d'Ouchy-le-Château
- L'église de l'ensemble abbatial Saint-Martin de Laon
- La chapelle des Templiers de Laon
- L'église abbatiale de Braine
- L'église Saint-André de Septmonts
- L'église Notre-Dame de La Ferté-Milon
- L'église abbatiale Saint-Ferréol d'Essômes-sur-Marne
- L'abbaye Saint-Jean-des-Vignes de Soissons
- L'abbaye Saint-Léger de Soissons
- L'abbaye de Saint-Michel -en-Thiérache
- L'abbaye de Prémontré, actuel hôpital psychiatrique départemental
- L'abbaye de Vauclair
- L'abbaye de Longpont
- Les églises fortifiées de Thiérache ( Notre-Dame-de-l'Assomption de Vervins, Saint-Médard de Parfondeval, église de Beaurain, de Lavaqueresse, d'Englancourt...) .
- Les églises de type Art déco (Roupy, Jussy...).
- Le palais épiscopal de Laon

### Les musées
- Musée Jean-de-La-Fontaine, à Château-Thierry
- Musée du Trésor de l'hôtel-Dieu de Château-Thierry
- Musée Jean-Racine, à La Ferté-Milon
- Musée Antoine-Lécuyer de Saint-Quentin
- Musée Jeanne-d'Aboville de La Fère
- Musée Alexandre-Dumas à Villers-Cotterêts
- Cité internationale de la langue française à Villers-Cotterêts
- Musée des Papillons à Saint-Quentin
- Familistère de Guise
- Maison familiale d'Henri-Matisse à Bohain-en-Vermandois
- Maison de Condorcet à Ribemont
- Maison de Saint-Just à Blérancourt
- Musée régional du Machinisme agricole à La Ferté Milon
- Musée du Bois et de la Vie locale au Château de Montgobert
- Caverne du Dragon à Oulches-la-Vallée-Foulon
- Musée de l'abbaye Saint-Léger à Soissons
- Musée de la Résistance et de la Déportation de Picardie à Fargniers-Tergnier
- Musée des Temps barbares à Marle
- Musée Jean-Mermoz d'Aubenton
- Musée du Sabot de Buironfosse
- Musée du Touage à Bellicourt
- Village des Métiers d'Antan à Saint-Quentin
- Maison de Marie-Jeanne à Alaincourt
- Maison du textile à Fresnoy-le-Grand
- Musée du vin de Marcilly

## Manifestations culturelles
- Laon : Euromédiévales, Couleurs d'été, Festival de Laon,
- Coucy-le-Château-Auffrique: Seigneuriales de Coucy, Coucy à la Merveille, Automnales,
- Merlieux et Fourquerolles : Fête du livre de Merlieux
- Saint-Michel en Thiérache : Festival de musique ancienne et baroque,
- Hirson : Transfrontalières, Festival d'Hirson,
- Guise : 1er mai, Ducales de Guise,
- Saint-Quentin : Festival du livre et de la BD, Fêtes du Bouffon,
- Soissons : Soissons en Sc'Aisne,
- Septmonts : Festival de musique Pic'Arts,
- Belleau : Memorial Day,
- Château-Thierry : Festival Jean-de-La-Fontaine, Festival de musique en Omois, Festival du patrimoine vivant.